# Matild belga királyné
Matild belga királyné (született Mathilde Marie Christiane Ghislaine d'Udekem d'Acoz; Uccle, 1973. január 20. –) Fülöp belga király felesége. Az első Belgiumban született belga királyné.

## Élete

### Születése
1973. január 20-án született a belgiumi Ukkelben nemesi családba. Apja Patrick d'Udekem d'Acoz, anyja a lengyel nemesi családból származó Anna Maria Komorowska grófnő. Születésétől a házasságáig Jonkvrouw Mathilde d'Udekem d'Acoz nevet viselte. A jonkvrouw a legalacsonyabb nemesi rangot jelöli. Nagyapja és nagybátyja bárói címet viseltek, azonban apjának és Matildnak nincs nemesi címe.

### Tanulmányai
A középiskolát a brüsszeli Institut de la Vierge Fidèle-ben végezte, majd beszédterapeutának tanult az Institut libre Marie Haps-ban 1991-töl 1994-ig, ahol végül a diplomáját kiváló eredménnyel szerezte meg.
1995-től 1999-ig beszédterapeutaként dolgozott Brüsszelben. Eközben elkezdett az Université catholique de Louvain egyetemen pszichológiát tanulni. 2002-ben mesteri fokozattal és kitüntetéssel zárta tanulmányait.
Franciául, hollandul, angolul és olaszul beszél. Annak ellenére, hogy anyja lengyel Matild nem tud lengyelül, mivel anyja nemcsak hogy szinte egész életét Lengyelországon kívül töltötte, de nem is tartotta hasznosnak Matild számára.

### Házasság és család
1999. december 4-én összeházasodott az akkori trónörökössel Fülöp herceggel. Az esküvő után Matild Brabant hercegnéje és belga hercegné lett. 2013-tól Belgium királynéja.
Férjével négy gyermekük van:
- Erzsébet Terézia Mária Helena hercegnő, Brabant hercegnője (2001. október 25.)
- Gábor Baldvin Károly Mária herceg (2003. augusztus 20.)
- Emánuel Lipót Vilmos Ferenc Mária herceg (2005. október 4.)
- Eleonóra Fabiola Viktória Anna Mária hercegnő (2008. április 16.)

Idősebb lánya Erzsébet az első helyen áll a trónöröklési rendben, ezzel Erzsébet lehet Belgium első női uralkodója.